# Jacob Elfberg
Jacob Elfberg, född 1670, död troligen 1734, var en svensk militär.
Jacob Elfberg inträdde i militär tjänst som ryttare 1687. Han var 1697 förste korpral vid adelsfanan, blev i mars 1701 kornett vid Upplands tremänningsregemente till häst och blev i oktober löjtnant där. 1703 blev han regementskvartermästare och 1704 ryttmästare. Elfberg deltog bland annat i övergången vid Düna och slaget vid Punitz. Han skall särskilt ha utmärkt sig under striderna i Polen 1705 och avvisade 4 mars vid staden Kowal en mångdubbelt starkare polsk styrka efter en dagslång strid. 20 juli ledde han ett anfall vid Zakoczyn, där de svenska trupperna efter en tapper strid blev omringade och Elfberg krigsfånge. Han utväxlades dock snart och återgick till sin tjänst. Under 1706 fick han i uppdrag att värva nya trupper i Sverige, det är oklart om detta uppdrag kom till utförande. Elfberg deltog i slaget vid Krasnokutsk–Gorodnoje och slaget vid Poltava och tillfångatogs av ryssarna i kapitulationen vid Perevolotjna. Han torde ha tillbringat större delen av sin fångenskap i Tobolsk och tilläts återkomma 1722. Vid sin återkomst till Sverige erhöll han avsked som major 19 juli 1722.
Jacob Elfberg omtalas av Verner von Heidenstam i Karolinerna, där han förekommer i berättelsen Marodörernas drottning och där kallas den oförvägne Jakob Elfsberg. Han förekommer även i Carl Grimberg och Hugo Uddgrens Svenska krigarbragder i berättelsen Klas Bondes sista strid, dock under det felaktiga namnet Elfving.